# Gravamina
Gravamina – gravamen, lat.: trykkende last; flertal: gravamina (kilde: tysk Wikipedia) – var en samling anklager mod paven vedtaget på en fyrstedag i 1456; de blev den protest, der lydende igen og igen til sidst fandt sin handling i Luthers oprør. Det var Rom der var på anklagebænken, ikke kirken, som nød humanisternes respekt, modsat renæssancens u-religiøse strømninger, som ikke nåede Tyskland. Bibelhumanismen – hvortil blandt andre Erasmus af Rotterdam hørte – ønskede at reformere kristendommen inden for den bestående kirke.